# 貢喬梅·薩烏爾巴
貢喬梅·薩烏爾巴（英語：Gontchomé Sahoulba，1909年10月16日－1963年）是一位查德政治家，曾經擔任過西凱比河縣縣長，並且在法屬查德的非殖民化運動過程中發揮了重要作用。